# Saad Samir
Saad El-Din Samir Saad Ali, kurz Saad Samir (arabisch سعد سمير, DMG Saʿd Samīr; * 1. April 1989 in Banha, Ägypten), ist ein ägyptischer Fußballspieler, der als Verteidiger für Al-Ahly spielt. Er hat an den Olympischen Sommerspielen 2012 teilgenommen.
Im Mai 2018 wurde er in Ägyptens vorläufigen Kader für die Fußball-Weltmeisterschaft 2018 in Russland berufen.

## Karriere

### Vereine
Samir spielte in seiner Jugend für El Shorta und Al-Nasr Benghazi, bevor er im Juli 2009 zur U23-Mannschaft von Al Ahly SC wechselte. Im Januar 2011 wurde er an al-Mokawloon al-Arab verliehen. Im August 2011 wurde er an al-Masry verliehen.

### Nationalmannschaft
Samir spielte bei den Olympischen Sommerspielen 2012 und der Fußball-Weltmeisterschaft 2018 für die Ägyptische Fußballnationalmannschaft.

## Privates
Der Bruder von Samir ist ebenfalls in der Egyptian Premier League tätig. Sein Name ist Mohamed Samir und er spielt für den Tala’ea El-Gaish SC.

## Erfolge
Al Ahly SC
- Ägyptischer Meister: 2009/10, 2013/14, 2015/16, 2016/17, 2017/18, 2018/19, 2019/20
- Ägyptischer Pokalsieger: 2017, 2019/20
- Ägyptischer Superpokalsieger: 2011, 2014, 2015, 2017, 2018

- CAF-Champions-League-Sieger: 2012, 2013, 2020/21
- CAF-Confederation-Cup-Sieger: 2014
- CAF-Super-Cup-Sieger: 2013, 2014
- FIFA-Klub-Weltmeisterschaft: Dritter 2020